# Baltische Fußballmeisterschaft 1932/33
Die baltische Fußballmeisterschaft 1932/33 des Baltischen Sport-Verbandes gewann der SV Prussia-Samland Königsberg im Endrundenturnier mit zwei Punkten Vorsprung vor dem SV Hindenburg Allenstein. Dies war der fünfte Gewinn der baltischen Fußballmeisterschaft für die Königsberger, die sich dadurch für die deutsche Fußballmeisterschaft 1932/33
qualifizierten. Dort schieden sie jedoch nach einer deutlichen 1:7-Auswärtsniederlage gegen den Beuthener SuSV bereits im Achtelfinale aus. Allenstein durfte als baltischer Vizemeister ebenfalls an der deutschen Fußballmeisterschaft teilnehmen. Im Achtelfinale besiegte Allenstein auf heimischen Platz den zweimaligen deutschen Fußballmeister Hertha BSC sensationell mit 4:1 und erreichte daraufhin das Viertelfinale. Es war erst das vierte Mal, dass ein Verein aus dem Baltischen Sport-Verband bei der deutschen Meisterschaft die erste Runde überstand. Im Viertelfinale verlor Allenstein dagegen deutlich mit 2:12 gegen Eintracht Frankfurt.
Dies war die letzte baltische Meisterschaft des BSV. Im Zuge der Gleichschaltung wurde der Baltische Sport-Verband wenige Monate nach der Machtübernahme der Nationalsozialisten im Jahre 1933 aufgelöst. Die Vereine aus dem Bezirk Grenzmark wurden, mit Ausnahme der Vereine aus Danzig, der Gauliga Pommern, Vereine aus Ostpreußen und Danzig der Gauliga Ostpreußen zugeordnet.
Eine Besonderheit ergibt sich dadurch, dass diese Kreisklassen bereits 1931/32 ausgespielt wurde. Geschuldet war dies hauptsächlich den Wetterverhältnissen, da durch den teilweise langen Winter in den Wintermonaten kaum ein Spielbetrieb stattfinden konnte. Daher wurde die Saison 1932/33 bereits im Herbst 1931 begonnen. Dieser Umstand sorgte dafür, dass die Saison 1933/34 ebenfalls bereits im Herbst 1932 begonnen wurde. Durch die politische Umwälzung wurde eine etwaige Endrunde 1933/34 jedoch nicht ausgetragen, dennoch dienten die Endstände der Kreisligen 1933/34, und nicht die der Spielzeit 1932/33, als Grundlage zum Übergang in die Gauligen.

## Modus und Übersicht
Die Vereine im Baltische Sport-Verband waren in der Saison 1932/33 erneut in die zwei Bezirke Ostpreußen und Grenzmark eingeteilt. In diesen Bezirken gab es wiederum mehrere regionale Ligen, die Sieger qualifizierten sich für die Bezirksendrunde. Die Bezirksmeister und -Vizemeister beider Bezirke qualifizierten sich dann für die baltische Endrunde, in der der baltische Fußballmeister ermittelt wurde. Begonnen wurde der Spielbetrieb bereits im Herbst 1931.
| Bezirk     | Bezirksmeister           | Bezirksvizemeister            |
| ---------- | ------------------------ | ----------------------------- |
| Ostpreußen | SV Hindenburg Allenstein | SV Prussia-Samland Königsberg |
| Grenzmark  | BuEV Danzig              | Preußen Danzig                |

## Bezirk I Ostpreußen
In Ostpreußen gab es drei Bezirksklassen, deren Sieger und Zweitplatzierte für die Endrunde der ostpreußischen Meisterschaft qualifiziert waren. Allenstein konnte die Königsberger Phalanx durchbrechen, zum ersten Mal wurde kein Königsberger Verein ostpreußischer Bezirksmeister. Wie in der Einleitung bereits geschrieben, fand die Austragung der Kreisligen bereits in der Spielzeit 1931/32 statt. Ab Herbst 1932 fand dann bereits die Austragung der Kreisklassen zur Spielzeit 1933/34 statt. Zwar erfolgte durch den politischen Umbruch 1933 keine Austragung einer Endrunde 1933/34 mehr, dennoch dienten die Abschlusstabellen 1933/34 als Grundlage zur Qualifikation zu den Gauligen. Aus diesem Grund sind sowohl die Tabellen für die Endrunde 1932/33, als auch die Tabellen zur ursprünglich vorgesehenen Endrunde 1933/34 dargestellt.

### Abteilungsliga I Königsberg

#### 1932/33
Gespielt wurde 1931/32.
| Pl. | Verein                           | Sp. | S  | U | N | Tore    | Quote | Punkte |
| --- | -------------------------------- | --- | -- | - | - | ------- | ----- | ------ |
| 1.  | SV Prussia-Samland Königsberg    | 10  | 10 | 0 | 0 | 060:900 | 6,67  | 20:0   |
| 2.  | VfB Königsberg                   | 10  | 7  | 0 | 3 | 039:190 | 2,05  | 14:60  |
| 3.  | SV Rasensport-Preußen Königsberg | 10  | 6  | 0 | 4 | 037:270 | 1,37  | 12:80  |
| 4.  | SV Concordia Königsberg          | 10  | 4  | 0 | 6 | 031:320 | 0,97  | 08:12  |
| 5.  | Königsberger STV                 | 10  | 2  | 1 | 7 | 014:390 | 0,36  | 05:15  |
| 6.  | SpVgg ASCO Königsberg            | 10  | 0  | 1 | 9 | 012:670 | 0,18  | 01:19  |

#### 1933/34
Gespielt wurde 1932/33.
| Pl. | Verein                           | Sp. | S | U | N | Tore    | Quote | Punkte |
| --- | -------------------------------- | --- | - | - | - | ------- | ----- | ------ |
| 1.  | SV Prussia-Samland Königsberg    | 10  | 7 | 0 | 3 | 032:120 | 2,67  | 14:60  |
| 2.  | SV Rasensport-Preußen Königsberg | 10  | 5 | 4 | 1 | 029:200 | 1,45  | 14:60  |
| 3.  | VfB Königsberg                   | 10  | 5 | 3 | 2 | 033:130 | 2,54  | 13:70  |
| 4.  | SpVgg ASCO Königsberg            | 10  | 2 | 3 | 5 | 019:320 | 0,59  | 07:13  |
| 5.  | Königsberger STV                 | 10  | 2 | 3 | 5 | 015:330 | 0,45  | 07:13  |
| 6.  | SC Concordia Königsberg          | 10  | 0 | 5 | 5 | 015:330 | 0,45  | 05:15  |

### Abteilungsliga II Nord

#### 1932/33
Gespielt wurde 1931/32.
| Pl. | Verein                 | Sp. | S | U | N | Tore    | Quote | Punkte |
| --- | ---------------------- | --- | - | - | - | ------- | ----- | ------ |
| 1.  | VfL 1922 Gumbinnen (N) | 10  | 7 | 1 | 2 | 028:270 | 1,04  | 15:50  |
| 2.  | Tilsiter SC            | 10  | 7 | 0 | 3 | 031:140 | 2,21  | 14:60  |
| 3.  | SV Yorck Insterburg    | 10  | 7 | 0 | 3 | 029:210 | 1,38  | 14:60  |
| 4.  | Polizei SV Tilsit (N)  | 10  | 5 | 0 | 5 | 026:170 | 1,53  | 10:10  |
| 5.  | SV Insterburg          | 10  | 3 | 0 | 7 | 015:220 | 0,68  | 06:14  |
| 6.  | SC Preußen Insterburg  | 10  | 0 | 1 | 9 | 013:410 | 0,32  | 01:19  |

| (N) | Aufsteiger |

Aufstiegsspiele zur Abteilungsliga II Nord:
| Datum                    |            | Gesamt |                      | Hinspiel | Rückspiel |
| ------------------------ | ---------- | ------ | -------------------- | -------- | --------- |
| 31. Juli/14. August 1932 | VfB Tilsit | 6:12   | FC Preußen Gumbinnen | 3:3      | 3:9       |

#### 1933/34
Gespielt wurde 1932/33.
| Pl. | Verein                   | Sp. | S | U | N | Tore    | Quote | Punkte |
| --- | ------------------------ | --- | - | - | - | ------- | ----- | ------ |
| 1.  | SV Yorck Insterburg      | 10  | 8 | 0 | 2 | 049:150 | 3,27  | 16:40  |
| 2.  | Tilsiter SC              | 10  | 7 | 1 | 2 | 038:250 | 1,52  | 15:50  |
| 3.  | FC Preußen Gumbinnen (N) | 10  | 4 | 2 | 4 | 021:410 | 0,51  | 10:10  |
| 4.  | Polizei SV Tilsit        | 10  | 4 | 1 | 5 | 028:260 | 1,08  | 09:11  |
| 5.  | VfL 1922 Gumbinnen       | 10  | 3 | 1 | 6 | 027:410 | 0,66  | 07:13  |
| 6.  | SV Insterburg            | 10  | 1 | 1 | 8 | 023:380 | 0,61  | 03:17  |

| (N) | Aufsteiger |

### Abteilungsliga III Süd

#### 1932/33
Gespielt wurde 1931/32.
| Pl. | Verein                        | Sp. | S | U | N | Tore    | Quote | Punkte |
| --- | ----------------------------- | --- | - | - | - | ------- | ----- | ------ |
| 1.  | Rastenburger SV               | 10  | 6 | 2 | 2 | 026:150 | 1,73  | 14:60  |
| 2.  | SV Hindenburg Allenstein (BM) | 10  | 6 | 1 | 3 | 028:130 | 2,15  | 13:70  |
| 3.  | SV Viktoria Allenstein        | 10  | 6 | 1 | 3 | 022:220 | 1,00  | 13:70  |
| 4.  | SpVgg Masovia Lyck            | 10  | 4 | 3 | 3 | 029:200 | 1,45  | 11:90  |
| 5.  | VfB Angerburg                 | 10  | 2 | 2 | 6 | 018:320 | 0,56  | 06:14  |
| 6.  | SV Allenstein (N)             | 10  | 1 | 1 | 8 | 012:330 | 0,36  | 03:17  |

| (BM) | baltischer Titelverteidiger |
| (N)  | Aufsteiger                  |

Aufstiegsspiele zur Abteilungsliga III Süd:
| Pl. | Verein         | Sp. | S | U | N | Tore    | Quote | Punkte |
| --- | -------------- | --- | - | - | - | ------- | ----- | ------ |
| 1.  | VfB Osterode   | 2   | 2 | 0 | 0 | 003:200 | 1,50  | 04:0   |
| 2.  | VfL Rastenburg | 2   | 1 | 0 | 1 | 005:500 | 1,00  | 02:20  |
| 3.  | SV Lötzen      | 2   | 0 | 0 | 2 | 002:300 | 0,67  | 0:40   |

#### 1933/34
Gespielt wurde 1932/33.
| Pl. | Verein                   | Sp. | S  | U | N | Tore    | Quote | Punkte |
| --- | ------------------------ | --- | -- | - | - | ------- | ----- | ------ |
| 1.  | SV Hindenburg Allenstein | 10  | 10 | 0 | 0 | 035:600 | 5,83  | 20:0   |
| 2.  | Rastenburger SV          | 10  | 6  | 0 | 4 | 035:260 | 1,35  | 12:80  |
| 3.  | SV Viktoria Allenstein   | 10  | 5  | 1 | 4 | 033:250 | 1,32  | 11:90  |
| 4.  | SpVgg Masovia Lyck       | 10  | 4  | 0 | 6 | 032:210 | 1,52  | 08:12  |
| 5.  | VfB Osterode (N)         | 10  | 2  | 1 | 7 | 015:340 | 0,44  | 05:15  |
| 6.  | VfB Angerburg            | 10  | 1  | 2 | 7 | 010:480 | 0,21  | 04:16  |

| (N) | Aufsteiger |

### Endrunde um die ostpreußische Meisterschaft
Die Endrunde wurde in zwei Phasen ausgespielt. Zuerst traten alle Mannschaften jeweils einmal gegen die anderen Vereine an. Nach fünf Spieltagen trafen die vier besten Vereine noch einmal gegeneinander an, die Tore und Punkte aus der ersten Phase wurden mitgenommen.
| Pl. | Verein                                                                  | Sp. | S | U | N | Tore    | Quote | Punkte |
| --- | ----------------------------------------------------------------------- | --- | - | - | - | ------- | ----- | ------ |
| 1.  | SV Hindenburg Allenstein (BM) (Zweitplatzierter Abteilungsliga III Süd) | 8   | 5 | 1 | 2 | 031:120 | 2,58  | 11:50  |
| 2.  | SV Prussia-Samland Königsberg (Sieger Abteilungsliga I Königsberg)      | 8   | 5 | 0 | 3 | 022:170 | 1,29  | 10:60  |
| 3.  | Tilsiter SC (Zweitplatzierter Abteilungsliga II Nord)                   | 8   | 4 | 2 | 2 | 019:170 | 1,12  | 10:60  |
| 4.  | VfB Königsberg (Zweitplatzierter Abteilungsliga I Königsberg)           | 8   | 4 | 1 | 3 | 017:150 | 1,13  | 09:70  |
| 5.  | Rastenburger SV (Sieger Abteilungsliga III Süd)                         | 5   | 1 | 0 | 4 | 010:150 | 0,67  | 02:80  |
| 6.  | VfL 1922 Gumbinnen (Sieger Abteilungsliga II Nord)                      | 5   | 0 | 0 | 5 | 008:310 | 0,26  | 0:10   |

| (BM) | baltischer Titelverteidiger |

## Bezirk II Grenzmark
Der Bezirk Grenzmark war in fünf Bezirksligen eingeteilt. Die Sieger der Bezirke, sowie der Vizemeister aus Danzig qualifizierten sich für die Endrunde. Nach zwei Jahren konnte mit dem BuEV Danzig wieder ein Verein aus Danzig die Bezirksmeisterschaft gewinnen. Wie in der Einleitung bereits geschrieben, fand die Austragung der Kreisligen bereits in der Spielzeit 1931/32 statt. Ab Herbst 1932 fand dann bereits die Austragung der Kreisklassen zur Spielzeit 1933/34 statt. Zwar erfolgte durch den politischen Umbruch 1933 keine Austragung einer Endrunde 1933/34 mehr, dennoch dienten die Abschlusstabellen 1933/34 als Grundlage zur Qualifikation zu den Gauligen. Aus diesem Grund sind sowohl die Tabellen für die Endrunde 1932/33, als auch die Tabellen zur ursprünglich vorgesehenen Endrunde 1933/34 dargestellt.

### Kreis I Westpreußen

#### 1932/33
Gespielt wurde ab Herbst 1931.
| Pl. | Verein                     | Sp. | S | U | N | Tore    | Quote | Punkte |
| --- | -------------------------- | --- | - | - | - | ------- | ----- | ------ |
| 1.  | PSV Elbing                 | 9   | 8 | 1 | 0 | 033:800 | 4,13  | 17:10  |
| 2.  | SV Viktoria Elbing         | 10  | 6 | 2 | 2 | 037:150 | 2,47  | 14:60  |
| 3.  | MSV Hochmeister Marienburg | 9   | 6 | 0 | 3 | 028:190 | 1,47  | 12:60  |
| 4.  | VfR Hansa Elbing           | 10  | 3 | 2 | 5 | 026:270 | 0,96  | 08:12  |
| 5.  | Marienburger SV 05         | 10  | 3 | 0 | 7 | 022:420 | 0,52  | 06:14  |
| 6.  | Elbinger SV                | 10  | 0 | 1 | 9 | 008:430 | 0,19  | 01:19  |

#### 1933/34
Gespielt wurde ab Herbst 1932. Eine Endrunde fand nicht mehr statt, die Tabelle diente zur Einteilung der Vereine in den Sportgau Ostpreußen.
| Pl. | Verein                     | Sp. | S  | U | N  | Tore    | Quote | Punkte |
| --- | -------------------------- | --- | -- | - | -- | ------- | ----- | ------ |
| 1.  | SV Viktoria Elbing         | 12  | 11 | 1 | 0  | 051:120 | 4,25  | 23:10  |
| 2.  | PSV Elbing                 | 12  | 9  | 1 | 2  | 052:260 | 2,00  | 19:50  |
| 3.  | VfR Hansa Elbing           | 12  | 7  | 1 | 4  | 041:300 | 1,37  | 15:90  |
| 4.  | MSV Hochmeister Marienburg | 12  | 6  | 1 | 5  | 038:310 | 1,23  | 13:11  |
| 5.  | VfB Deutsch Eylau (N)      | 12  | 4  | 0 | 8  | 024:390 | 0,62  | 08:16  |
| 6.  | Marienburger SV 05         | 12  | 2  | 0 | 10 | 014:460 | 0,30  | 04:20  |
| 7.  | Elbinger SV                | 12  | 1  | 0 | 11 | 021:570 | 0,37  | 02:22  |

| (N) | Aufsteiger |

### Kreis II Danzig
In Danzig erfolgte durch den jahresübergreifenden Spielbetrieb ebenfalls eine Besonderheit. Der Erst- und Zweitplatzierte der Kreisliga Danzig 1931/32 qualifizierte sich mit dem Erst- und Zweitplatzierten der Kreisliga Danzig 1932/33 für die Meisterschaft der Freien Stadt Danzig 1932/33, die als Grundlage zur Qualifikation an der Endrunde Grenzmark diente. Die beiden Mannschaften auf Platz 1 und 2 waren ebenfalls mit den Erst- und Zweitplatzierten der Kreisliga Danzig 1933/34 für die Meisterschaft der Freien Stadt Danzig 1933/34 qualifiziert, die als Grundlage zur Einordnung in das Ligasystem der neuen Fußballgaue diente.

#### 1932/33
Gespielt wurde ab Herbst 1931 (Kreisliga), die Austragung der Stadtmeisterschaft erfolgte im Frühjahr 1932. Die beiden Vereine, die sich bereits durch die letzte Saison für die Stadtmeisterschaft qualifizieren konnten, brauchten in dieser Saison nicht in der Kreisliga antreten.

##### Kreisliga 1932/33
| Pl. | Verein                  | Sp. | S | U | N | Tore    | Quote | Punkte |
| --- | ----------------------- | --- | - | - | - | ------- | ----- | ------ |
| 1.  | BuEV Danzig             | 5   | 4 | 0 | 1 | 013:500 | 2,60  | 08:20  |
| 2.  | SV Schutzpolizei Danzig | 5   | 3 | 0 | 2 | 010:100 | 1,00  | 06:40  |
| 3.  | RSV Hansa Danzig (N)    | 5   | 3 | 0 | 2 | 009:800 | 1,13  | 06:40  |
| 4.  | KS Gedania Danzig       | 5   | 2 | 1 | 2 | 015:800 | 1,88  | 05:50  |
| 5.  | SV Neufahrwasser        | 5   | 1 | 1 | 3 | 009:900 | 1,00  | 03:70  |
| 6.  | Zoppoter SVgg (N)       | 5   | 1 | 0 | 4 | 003:190 | 0,16  | 02:80  |

| (N) | Aufsteiger |

Entscheidungsspiel Platz 2:
| Datum           |                  | Ergebnis |                  | Ort             |
| --------------- | ---------------- | -------- | ---------------- | --------------- |
| 10. Januar 1932 | RSV Hansa Danzig | 2:3      | SV Schupo Danzig | Danzig-Langfuhr |

Relegationsspiele:
| Datum                               |                                                   | Gesamt |                                      | Hinspiel | Rückspiel |
| ----------------------------------- | ------------------------------------------------- | ------ | ------------------------------------ | -------- | --------- |
| 10. Februar 1932 / 17. Februar 1932 | Zoppoter SVgg (Letztplatzierter Kreisliga Danzig) | 0:6    | SC Lauental (Sieger A-Klasse Danzig) | 0:1      | 0:5       |

##### Meisterschaft der Freien Stadt Danzig 1932/33
| Pl. | Verein                                                              | Sp. | S | U | N | Tore    | Quote | Punkte |
| --- | ------------------------------------------------------------------- | --- | - | - | - | ------- | ----- | ------ |
| 1.  | SC Preußen Danzig (Zweitplatzierter Kreisliga Danzig 1931/32)       | 6   | 5 | 0 | 1 | 019:800 | 2,38  | 10:20  |
| 2.  | BuEV Danzig (Erstplatzierter Kreisliga Danzig 1932/33)              | 6   | 3 | 2 | 1 | 014:600 | 2,33  | 08:40  |
| 3.  | SV Schutzpolizei Danzig (Zweitplatzierter Kreisliga Danzig 1932/33) | 6   | 2 | 1 | 3 | 011:200 | 0,55  | 05:70  |
| 4.  | Danziger SC (Erstplatzierter Kreisliga Danzig 1931/32)              | 6   | 0 | 1 | 5 | 008:180 | 0,44  | 01:11  |

#### 1933/34
Gespielt wurde ab Herbst 1932 (Kreisliga), die Austragung der Stadtmeisterschaft erfolgte im Frühjahr 1933.

##### Kreisliga 1933/34
| Pl. | Verein                  | Sp. | S | U | N | Tore    | Quote | Punkte |
| --- | ----------------------- | --- | - | - | - | ------- | ----- | ------ |
| 1.  | SV Neufahrwasser        | 10  | 7 | 2 | 1 | 034:130 | 2,62  | 16:40  |
| 2.  | KS Gedania Danzig       | 10  | 7 | 1 | 2 | 032:170 | 1,88  | 15:50  |
| 3.  | SV Schutzpolizei Danzig | 10  | 6 | 1 | 3 | 021:170 | 1,24  | 13:70  |
| 4.  | Danziger SC             | 10  | 3 | 1 | 6 | 020:270 | 0,74  | 07:13  |
| 5.  | SC Lauental (N)         | 10  | 2 | 1 | 7 | 015:260 | 0,58  | 05:15  |
| 6.  | RSV Hansa Danzig        | 10  | 2 | 0 | 8 | 014:360 | 0,39  | 04:16  |

| (N) | Aufsteiger |

Relegationsspiele:
|                                                      | Gesamt |                                          | Hinspiel | Rückspiel | 3. Spiel |
| ---------------------------------------------------- | ------ | ---------------------------------------- | -------- | --------- | -------- |
| RSV Hansa Danzig (Letztplatzierter Kreisliga Danzig) | 10:8   | SVgg 1921 Troyl (Sieger A-Klasse Danzig) | 3:2      | 2:4       | 5:2      |

##### Meisterschaft der Freien Stadt Danzig 1933/34
| Pl. | Verein                                                                | Sp. | S | U | N | Tore    | Quote | Punkte |
| --- | --------------------------------------------------------------------- | --- | - | - | - | ------- | ----- | ------ |
| 1.  | KS Gedania Danzig (Zweitplatzierter Kreisliga Danzig 1933/34)         | 6   | 4 | 1 | 1 | 018:130 | 1,38  | 09:30  |
| 2.  | BuEV Danzig (Zweitplatzierter Stadtmeisterschaft Danzig 1932/33)      | 6   | 3 | 1 | 2 | 017:150 | 1,13  | 07:50  |
| 3.  | SC Preußen Danzig (Erstplatzierter Stadtmeisterschaft Danzig 1932/33) | 6   | 2 | 1 | 3 | 012:140 | 0,86  | 05:70  |
| 4.  | SV Neufahrwasser (Erstplatzierter Kreisliga Danzig 1933/34)           | 6   | 1 | 1 | 4 | 013:180 | 0,72  | 03:90  |

### Kreis III Stolp
Im Kreis Stolp qualifizierten sich jeweils der Kreispokalsieger und die zwei besten Vereine der Kreisliga für die so genannte Ostpommernmeisterschaft, in der der Teilnehmer an der Bezirksendrunde Grenzmark ermittelt wurde.

#### 1932/33
Gespielt wurde 1931/32.
Kreisliga Stolp
| Pl. | Verein             | Sp. | S | U | N | Tore    | Quote | Punkte |
| --- | ------------------ | --- | - | - | - | ------- | ----- | ------ |
| 1.  | SV Sturm Lauenburg | 8   | 6 | 1 | 1 | 029:150 | 1,93  | 13:30  |
| 2.  | SV Viktoria Stolp  | 8   | 4 | 2 | 2 | 019:100 | 1,90  | 10:60  |
| 3.  | SV Germania Stolp  | 8   | 2 | 2 | 4 | 018:240 | 0,75  | 06:10  |
| 4.  | FC Pfeil Lauenburg | 8   | 2 | 2 | 4 | 017:200 | 0,85  | 06:10  |
| 5.  | SV Fortuna Stolp   | 8   | 2 | 1 | 5 | 015:290 | 0,52  | 05:11  |

Sturm Lauenburg als Pokalsieger Stolp für die Ostpommernmeisterschaft qualifiziert.

Entscheidungsspiel Platz 3:
| Datum          |                   | Ergebnis  |                    |
| -------------- | ----------------- | --------- | ------------------ |
| 24. April 1932 | SV Germania Stolp | 2:1 n. V. | FC Pfeil Lauenburg |

Ostpommernmeisterschaft:
| Pl. | Verein             | Sp. | S | U | N | Tore    | Quote | Punkte |
| --- | ------------------ | --- | - | - | - | ------- | ----- | ------ |
| 1.  | SV Sturm Lauenburg | 4   | 3 | 0 | 1 | 011:100 | 1,10  | 06:20  |
| 2.  | SV Viktoria Stolp  | 4   | 1 | 2 | 1 | 012:900 | 1,33  | 04:40  |
| 3.  | SV Germania Stolp  | 4   | 0 | 2 | 2 | 006:100 | 0,60  | 02:60  |

#### 1933/34
Gespielt wurde ab 1932/33.
Kreisliga Stolp
| Pl. | Verein             | Sp. | S | U | N | Tore    | Quote | Punkte |
| --- | ------------------ | --- | - | - | - | ------- | ----- | ------ |
| 1.  | SV Viktoria Stolp  | 8   | 6 | 1 | 1 | 040:190 | 2,11  | 13:30  |
| 2.  | SV Germania Stolp  | 8   | 4 | 1 | 3 | 019:160 | 1,19  | 09:70  |
| 3.  | SV Sturm Lauenburg | 8   | 4 | 1 | 3 | 026:240 | 1,08  | 09:70  |
| 4.  | FC Pfeil Lauenburg | 8   | 3 | 0 | 5 | 019:170 | 1,12  | 06:10  |
| 5.  | SV Fortuna Stolp   | 8   | 1 | 1 | 6 | 010:380 | 0,26  | 03:13  |

Viktoria Stolp als Pokalsieger Stolp für die Ostpommernmeisterschaft qualifiziert.

Ostpommernmeisterschaft:
| Pl. | Verein             | Sp. | S | U | N | Tore    | Quote | Punkte |
| --- | ------------------ | --- | - | - | - | ------- | ----- | ------ |
| 1.  | SV Viktoria Stolp  | 4   | 2 | 1 | 1 | 014:100 | 1,40  | 05:30  |
| 2.  | SV Sturm Lauenburg | 4   | 1 | 3 | 0 | 013:100 | 1,30  | 05:30  |
| 3.  | SV Germania Stolp  | 4   | 0 | 2 | 2 | 007:140 | 0,50  | 02:60  |

Entscheidungsspiel Platz 1:
| Datum        |                   | Ergebnis |                    |
| ------------ | ----------------- | -------- | ------------------ |
| 9. Juli 1933 | SV Viktoria Stolp | 4:1      | SV Sturm Lauenburg |

### Kreis IV Köslin

#### 1932/33
Gespielt wurde 1931/32.
| Pl. | Verein               | Sp. | S | U | N | Tore    | Quote | Punkte |
| --- | -------------------- | --- | - | - | - | ------- | ----- | ------ |
| 1.  | MSV Hubertus Kolberg | 10  | 8 | 1 | 1 | 035:900 | 3,89  | 17:30  |
| 2.  | SV Schivelbein       | 10  | 4 | 3 | 3 | 018:140 | 1,29  | 11:90  |
| 3.  | SV Viktoria Kolberg  | 10  | 3 | 4 | 3 | 026:210 | 1,24  | 10:10  |
| 4.  | SV Preußen Köslin    | 10  | 4 | 2 | 4 | 012:220 | 0,55  | 10:10  |
| 5.  | SC Labes             | 10  | 3 | 2 | 5 | 018:220 | 0,82  | 08:12  |
| 6.  | SV 1910 Kolberg      | 10  | 1 | 2 | 7 | 017:380 | 0,45  | 04:16  |

Relegationsspiele:
| Datum                         |                                       | Gesamt |                                     | Hinspiel | Rückspiel |
| ----------------------------- | ------------------------------------- | ------ | ----------------------------------- | -------- | --------- |
| 20. März 1932 / 28. März 1932 | Kösliner SV Phönix (Sieger 1. Klasse) | 5:2    | SV 1910 Kolberg (Letzter Kreisliga) | 3:0      | 2:2       |

#### 1933/34
Gespielt wurde 1932/33.
| Pl. | Verein                 | Sp. | S | U | N | Tore    | Quote | Punkte |
| --- | ---------------------- | --- | - | - | - | ------- | ----- | ------ |
| 1.  | SV Viktoria Kolberg    | 9   | 5 | 2 | 2 | 021:160 | 1,31  | 12:60  |
| 2.  | SV Preußen Köslin      | 8   | 6 | 0 | 2 | 017:700 | 2,43  | 12:40  |
| 3.  | MSV Hubertus Kolberg   | 10  | 5 | 0 | 5 | 032:240 | 1,33  | 10:10  |
| 4.  | SC Labes               | 9   | 4 | 0 | 5 | 022:230 | 0,96  | 08:10  |
| 5.  | SV Schivelbein         | 9   | 3 | 1 | 5 | 016:210 | 0,76  | 07:11  |
| 6.  | Kösliner SV Phönix (N) | 7   | 1 | 1 | 5 | 007:240 | 0,29  | 03:11  |

| (N) | Aufsteiger |

Entscheidungsspiel Platz 1:
| Datum           |                   | Ergebnis |                     | Ort     |
| --------------- | ----------------- | -------- | ------------------- | ------- |
| 15. Januar 1933 | SV Preußen Köslin | 2:3      | SV Viktoria Kolberg | Belgard |

Entscheidungsspiel Platz 5:
| Datum           |                    | Ergebnis |                | Ort     |
| --------------- | ------------------ | -------- | -------------- | ------- |
| 15. Januar 1933 | Kösliner SV Phönix | 2:0      | SV Schivelbein | Belgard |

### Kreis V Schneidemühl

#### 1932/33
Gespielt wurde 1931/32.
| Pl. | Verein                         | Sp. | S | U | N | Tore    | Quote | Punkte |
| --- | ------------------------------ | --- | - | - | - | ------- | ----- | ------ |
| 1.  | SV Hertha Schneidemühl         | 10  | 6 | 3 | 1 | 032:130 | 2,46  | 15:50  |
| 2.  | FC Viktoria Schneidemühl       | 10  | 6 | 2 | 2 | 029:200 | 1,45  | 14:60  |
| 3.  | SV Graf Schwerin Deutsch Krone | 10  | 5 | 2 | 3 | 026:140 | 1,86  | 12:80  |
| 4.  | PSV Schneidemühl               | 10  | 4 | 1 | 5 | 019:260 | 0,73  | 09:11  |
| 5.  | FC Germania 1915 Schneidemühl  | 10  | 2 | 1 | 7 | 017:310 | 0,55  | 05:15  |
| 6.  | SC Germania Neustettin         | 10  | 2 | 1 | 7 | 020:390 | 0,51  | 05:15  |

#### 1933/34
Gespielt wurde 1932/33.
| Pl. | Verein                          | Sp. | S | U | N | Tore    | Quote | Punkte |
| --- | ------------------------------- | --- | - | - | - | ------- | ----- | ------ |
| 1.  | FC Viktoria Schneidemühl        | 10  | 6 | 3 | 1 | 025:140 | 1,79  | 15:50  |
| 2.  | SC Erika Schneidemühl (N)       | 10  | 6 | 1 | 3 | 022:180 | 1,22  | 13:70  |
| 3.  | SV Hertha Schneidemühl          | 10  | 5 | 2 | 3 | 022:240 | 0,92  | 12:80  |
| 4.  | MSV Graf Schwerin Deutsch Krone | 10  | 4 | 2 | 4 | 024:160 | 1,50  | 10:10  |
| 5.  | PSV Schneidemühl                | 10  | 4 | 0 | 6 | 021:300 | 0,70  | 08:12  |
| 6.  | FC Germania 1915 Schneidemühl   | 10  | 1 | 0 | 9 | 018:300 | 0,60  | 02:18  |

| (N) | Aufsteiger |

### Endrunde um die Grenzmark-Meisterschaft
Die Endrunde in Grenzmark wurde in zwei Gruppen ausgespielt, deren Sieger im Finale aufeinandertrafen. Gespielt wurde im August 1932.
Gruppe A:
| Pl. | Verein                                                     | Sp. | S | U | N | Tore    | Quote | Punkte |
| --- | ---------------------------------------------------------- | --- | - | - | - | ------- | ----- | ------ |
| 1.  | Preußen Danzig (Sieger Kreis II Danzig Stadtmeisterschaft) | 4   | 3 | 1 | 0 | 013:600 | 2,17  | 07:10  |
| 2.  | PSV Elbing (Sieger Kreis I Westpreußen)                    | 4   | 1 | 1 | 2 | 006:100 | 0,60  | 03:50  |
| 3.  | SV Hertha Schneidemühl (Sieger Kreis V Schneidemühl)       | 4   | 0 | 2 | 2 | 004:700 | 0,57  | 02:60  |

Gruppe B
| Pl. | Verein                                         | Sp. | S | U | N | Tore    | Quote | Punkte |
| --- | ---------------------------------------------- | --- | - | - | - | ------- | ----- | ------ |
| 1.  | BuEV Danzig (Sieger Kreis II Danzig Kreisliga) | 4   | 2 | 1 | 1 | 011:800 | 1,38  | 05:30  |
| 2.  | HSV Hubertus Kolberg (Sieger Kreis IV Köslin)  | 4   | 2 | 0 | 2 | 008:900 | 0,89  | 04:40  |
| 3.  | SV Sturm Lauenburg (Sieger Kreis III Stolp)    | 4   | 1 | 1 | 2 | 007:900 | 0,78  | 03:50  |

Finale
Das Hinspiel fand am 13. November 1932, das Rückspiel am 18. November 1932 statt. Da beide Mannschaften jeweils ein Spiel gewinnen konnten und eine Addition der Ergebnisse nicht vorgesehen war, gab es ein Entscheidungsspiel, welches am 27. November 1932 ausgetragen wurde. Alle drei Partien fanden im Danziger Stadtteil Langfuhr statt.
|                                  |  |                               | Hinspiel | Rückspiel | 3. Spiel  |
| -------------------------------- |  | ----------------------------- | -------- | --------- | --------- |
| Preußen Danzig (Sieger Gruppe A) |  | BuEV Danzig (Sieger Gruppe B) | 5:2      | 1:2       | 1:2 n. V. |

## Endrunde um die baltische Fußballmeisterschaft
Die Endrunde um die baltische Fußballmeisterschaft wurde in der Saison 1932/33 im Rundenturnier ausgetragen. Im Kampf um die Bezirksmeisterschaft Ostpreußens musste sich Prussia-Samland Königsberg noch Allenstein geschlagen geben, in der Endrunde des BSV erreichten die Königsberger mit 4 Siegen und 2 Niederlagen den Sieg vor Allenstein, obwohl beide Partien im Direktvergleich verloren gingen. Die beiden Teilnehmer aus dem Bezirk Grenzmark konnten erneut nicht den Verbandstitel gewinnen. Gespielt wurde im März und Februar 1933.

### Kreuztabelle
| 1933                          | SV Prussia-Samland-Königsberg | SV Hindenbuirg Allenstein | SC Preußen Danzig | BuEV Danzig |
| ----------------------------- | ----------------------------- | ------------------------- | ----------------- | ----------- |
| SV Prussia-Samland Königsberg |                               | 2:4                       | 2:0               | 5:0         |
| SV Hindenburg Allenstein      | 6:1                           |                           | 4:0               | 1:2         |
| SC Preußen Danzig             | 3:5                           | 3:0                       |                   | 1:0         |
| BuEV Danzig                   | 0:1                           | 2:0                       | 2:2               |             |

### Abschlusstabelle
| Pl. | Verein                                                             | Sp. | S | U | N | Tore    | Quote | Punkte |
| --- | ------------------------------------------------------------------ | --- | - | - | - | ------- | ----- | ------ |
| 1.  | SV Prussia-Samland Königsberg (Zweitplatzierter Bezirk Ostpreußen) | 6   | 4 | 0 | 2 | 016:130 | 1,23  | 08:40  |
| 2.  | SV Hindenburg Allenstein (BM) (Sieger Bezirk Ostpreußen)           | 6   | 3 | 0 | 3 | 015:100 | 1,50  | 06:60  |
| 3.  | Preußen Danzig (Zweitplatzierter Bezirk Grenzmark)                 | 6   | 2 | 1 | 3 | 009:130 | 0,69  | 05:70  |
| 4.  | BuEV Danzig (Sieger Bezirk Grenzmark)                              | 6   | 2 | 1 | 3 | 006:100 | 0,60  | 05:70  |

| (BM) | baltischer Titelverteidiger |